# Исерода
Исерода (њем. Isseroda) општина је у њемачкој савезној држави Тирингија. Једно је од 75 општинских средишта округа Вајмарер Ланд. Према процјени из 2010. у општини је живјело 552 становника. Посједује регионалну шифру (AGS) 16071036.

## Географски и демографски подаци
Исерода се налази у савезној држави Тирингија у округу Вајмарер Ланд. Општина се налази на надморској висини од 352 метра. Површина општине износи 3,9 km². У самом мјесту је, према процјени из 2010. године, живјело 552 становника. Просјечна густина становништва износи 142 становника/km².